# Suradet Klankhum
Suradet Klankhum (tiếng Thái: สุรเดช กลั่นขำ) còn được biết với tên đơn giản Art (tiếng Thái: อาร์ท), là một cầu thủ bóng đá người Thái Lan thi đấu ở vị trí tiền vệ chạy cánh trái cho câu lạc bộ Giải bóng đá Ngoại hạng Thái Lan Muangthong United.